# Zoran Bujas
Zoran Bujas (Split, 1910. október 27. – Split, 2004. január 11.), horvát pszichológus, akadémikus, egyetemi tanár, a Zágrábi Egyetem rektora.

## Élete
A Zágrábi Egyetem Filozófiai Karán 1932-ben szerzett diplomát pszichológiából. Disszertációja megvédése után 1933-ban Párizsban Henri Piéronnál folytatta tanulmányait. 1936-tól pszichológusként zágrábi Szakmai Tanácsadó Központban, majd 1940-től a Pedagógiai Főiskolán dolgozott. 1949-től a Zágrábi Egyetem Filozófiai Karának docense. 1955-ben rendes tanárrá választották. 1956/57-ben és 1957/58-ban az egyetem rektora volt. Nyugdíjba vonulásáig, 1981-ig a Pszichológiai Tanszéket vezette. A Filozófiai Kar dékánja, majd rektori megbízatása után rektorhelyettes volt. Tanított a Harvardon és a Sorbonne-on is. 1959-től az Acta Instituti psychologici Universitatis zagrabiensis folyóirat főszerkesztője. 1960-tól tagja a Horvát Tudományos és Művészeti Akadémiának, 1985-től a Szlovén Tudományos és Művészeti Akadémia levelező tagja, 1981-től a Ljubljanai Egyetem díszdoktora volt.

## Munkássága
Jelentősen befolyásolta a horvát pszichológusképzést és a horvát pszichológia fejlődését.
Jelentősek az érzékszervi pszichofiziológia és pszichofizika (különösen az ízlelés), a munka pszichofiziológiai (a testi-lelki munka és a fáradtság), a docimológia, a szakmai orientáció területén végzett kutatásai. Körülbelül 40 pszichológiai mérőműszert konstruált (saját koncepció alapján végzett intelligenciateszt). Körülbelül 180 tudományos közleménye jelent meg, többnyire nemzetközi tudományos folyóiratokban, és 8 könyvet is kiadott.

## Főbb művei
- Elementi psihologije (A pszichológia elemei, 1945),
- Uvod u metode eksperimentalne psihologije (Bevezetés a kísérleti pszichológia módszereibe, 1974)